# Canton de Sisteron
Le canton de Sisteron est une circonscription électorale française située dans le département des Alpes-de-Haute-Provence et la région Provence-Alpes-Côte d'Azur.
À la suite du redécoupage cantonal de 2014, les limites territoriales du canton sont remaniées. Le nombre de communes du canton passe de 5 à 15.

## Histoire
Par décret du 24 février 2014, le nombre de cantons du département est divisé par deux, avec mise en application aux élections départementales de mars 2015. Le canton de Sisteron est conservé et s'agrandit. Il passe de 5 à 15 communes.

## Géographie
Ce canton est organisé autour de Sisteron dans l’arrondissement de Forcalquier. Son altitude varie de 431 m (Salignac) à 2 114 m (Authon) pour une altitude moyenne de m.
La ville de Sisteron comprend à elle seule 58 % de la population du canton.
| Nom                      | Code Insee | Intercommunalité              | Population (dernière pop. légale) |
| ------------------------ | ---------- | ----------------------------- | --------------------------------- |
| Sisteron (chef-lieu)     | 04209      | CC du Sisteronais Buëch       | 7 281 (2014)                      |
| Authon                   | 04016      | CC du Sisteronais Buëch       | 48 (2014)                         |
| Bevons                   | 04027      | CC Jabron Lure Vançon Durance | 241 (2014)                        |
| Châteauneuf-Miravail     | 04051      | CC Jabron Lure Vançon Durance | 74 (2014)                         |
| Curel                    | 04067      | CC Jabron Lure Vançon Durance | 59 (2014)                         |
| Entrepierres             | 04075      | CC du Sisteronais Buëch       | 392 (2014)                        |
| Mison                    | 04123      | CC du Sisteronais Buëch       | 1 085 (2014)                      |
| Noyers-sur-Jabron        | 04139      | CC Jabron Lure Vançon Durance | 497 (2014)                        |
| Les Omergues             | 04140      | CC Jabron Lure Vançon Durance | 131 (2014)                        |
| Saint-Geniez             | 04179      | CC du Sisteronais Buëch       | 95 (2014)                         |
| Saint-Vincent-sur-Jabron | 04199      | CC Jabron Lure Vançon Durance | 209 (2014)                        |
| Peipin                   | 04145      | CC Jabron Lure Vançon Durance | 1 484 (2014)                      |
| Salignac                 | 04200      | CC Jabron Lure Vançon Durance | 629 (2014)                        |
| Sisteron                 | 04209      | CC du Sisteronais Buëch       | 7 281 (2014)                      |
| Sourribes                | 04211      | CC Jabron Lure Vançon Durance | 182 (2014)                        |
| Valbelle                 | 04229      | CC Jabron Lure Vançon Durance | 258 (2014)                        |

## Représentation

### Conseillers généraux de 1833 à 2015
| Période      | Période             | Identité                             | Étiquette                                     | Qualité |
| ------------ | ------------------- | ------------------------------------ | --------------------------------------------- | --- |
| 1833         | 1839                | Joseph Latil                         |                                               | Maire de Sisteron |
| 1839         | 1868 (décès)        | François-Henri de Barlet (1786-1868) |                                               | Conseiller honoraire à la Cour impériale d'Aix-en-Provence                                                                            |
| 1868         | 1883                | Ludovic Robert                       | Républicain                                   | Médecin, Député (1898-1900) Maire de Sisteron                                                                                         |
| 1883         | 1901                | Joseph Latil                         | Républicain progressiste                      | Maire de Sisteron |
| 1901         | 1906 (décès)        | Firmin Giraud (1832-1906)            | Rad.                                          | Greffier du Tribunal civil de Sisteron, ancien maire (1904, démissionnaire)                                                           |
| 1906         | 1907                | Eugène Roa                           | Socialiste                                    | Tailleur à Sisteron |
| 1907         | 1922                | Henri Charles Gasquet                | Rad.                                          | Notaire et banquier, maire de Sisteron (1906-1919)                                                                                    |
| 1922         | 1924 (décès)        | Félix Thélène                        |                                               | Avocat-avoué Maire de Sisteron (1919-1924)                                                                                            |
| 1924         | 1926 (invalidation) | Léon Jourdan                         | Cartel des gauches                            | Avocat à Marseille |
| 1926         | 1931                | Émile Galici                         | Rad.                                          | Juge de paix à Nemours (Seine-et-Marne)                                                                                               |
| 1931         | 1940                | Émile Paret                          | RG                                            | Négociant en vins Maire de Sisteron (1924-1941)                                                                                       |
|              |                     |                                      |                                               | |
| 1943         | 1945                | Paul Daydé                           | ?                                             | Médecin Maire de Sisteron (1941-1944) Nommé conseiller départemental en 1943                                                          |
|              |                     |                                      |                                               | |
| 1945         | 1956 (décès)        | Émile Paret                          | SFIO                                          | Maire de Sisteron (1924-1941 et 1944-1956)                                                                                            |
| 24 juin 1956 | 1958                | Raoul Bouchet (1903-1967)            | PCF                                           | Mécanicien, ancien résistant, conseiller municipal de Sisteron                                                                        |
| 1958         | 1982                | Élie Fauque                          | SFIO puis PS                                  | Instituteur puis directeur d’école Maire de Sisteron (1956-1977)                                                                      |
| 1982         | 1985 (décès)        | Jean Andrieu                         | RPR                                           | Maire de Mison |
| 1985         | 2001                | Daniel Spagnou                       | RPR                                           | Directeur de caisse d'épargne retraité Maire de Sisteron depuis 1983 Vice-Président du Conseil Général (1988-2001) Député (2002-2012) |
| 2001         | 2015                | Claude Brémond                       | UDF puis UMP puis DVD-PR (Groupe Indépendant) | Professeur de lycée Premier adjoint au maire de Sisteron                                                                              |

### Conseillers d'arrondissement (de 1833 à 1940)
Le canton de Sisteron avait deux conseillers d'arrondissement jusqu'en 1926, date de la disparition de l'arrondissement de Sisteron.
| Période                                  | Période          | Identité                   | Étiquette   | Qualité |
| ---------------------------------------- | ---------------- | -------------------------- | ----------- | --- |
| 1833                                     | 1848             | Joseph Henry Nevière       |             | Avoué, avocat, adjoint au maire de Sisteron                                                                 |
| 1833                                     | 1839             | M. Suquet                  |             | Adjoint au maire de Sisteron                                                                                |
|                                          |                  |                            |             | |
| 1883                                     | 1895             | M. Touche                  | Républicain | |
| 1895                                     | 1899 (démission) | M. Gastinel                | Républicain | |
| 1904                                     | 1907             | M. Ferrand                 | Radical     | |
| 1907                                     | 1919             | Louis Bernard              |             | Maire de Saint-Geniez                                                                                       |
| 1904                                     | 1910             | Joseph Garcin              | Radical     | Adjoint au maire de Mison                                                                                   |
|                                          |                  |                            |             | |
| 3 nov.1912                               |                  | Clément Appollinaire       |             | |
|                                          |                  |                            |             | |
| 1925                                     | 1940             | Siméon Curnier (1869-1954) | SFIO        | Propriétaire-cultivateur à Mison                                                                            |
| ?                                        | 1934             | M. Brunet                  | Radical     | |
| 1934                                     | 1940             | M. Lagarde                 | SFIO        | |
| 1940                                     |                  |                            |             | Les conseils d'arrondissement ont été suspendus par la loi du 12 octobre 1940 et n'ont jamais été réactivés |
| Les données manquantes sont à compléter. |                  |                            |             | |

### Conseillers départementaux après 2015
| Période élective | Période élective | Mandat | Mandat | Identité           | Nuance | Nuance | Qualité |
| ---------------- | ---------------- | ------ | ------ | ------------------ | ------ | ------ | --- |
| 2015             | 2028             | 2015   | 2021   | Isabelle Morineaud |        | LR     | Coach de remise en forme, adjointe au maire de Salignac (jusqu'en 2020) 7ème Vice-présidente déléguée au sport et à la coopération décentralisée |
| 2015             | 2028             | 2015   | 2021   | Robert Gay         |        | LR     | Ingénieur chimiste, maire de Mison (1989-) |
| 2021             | 2028             | 2021   | 2028   | Robert Gay         |        | LR     | Conseiller sortant, 5ème Vice-Président du conseil départemental                                                                                 |
| 2021             | 2028             | 2021   | 2028   | Isabelle Morineaud |        | LR     | Conseillère sortante |

#### Élections de mars 2015
À l'issue du premier tour des élections départementales de 2015, deux binômes sont en ballottage : Robert Gay et Isabelle Morineaud (UMP, 45,42 %) et Michel Blume et Sylvie Tauzin (EXD, 17,56 %). Le taux de participation est de 54,59 % (5 249 votants sur 9 616 inscrits) contre 55,34 % au niveau départemental et 50,17 % au niveau national.
Au second tour, Robert Gay et Isabelle Morineaud (UMP) sont élus avec 72,15 % des suffrages exprimés et un taux de participation de 52,74 % (3 130 voix pour 5 071 votants et 9 616 inscrits).
Isabelle Morineaud et Robert Gay sont membres du groupe Majorité départementale.

#### Élections de juin 2021
Le premier tour des élections départementales de 2021 est marqué par un très faible taux de participation (33,26 % au niveau national). Dans le canton de Sisteron, ce taux de participation est de 40,43 % (3 943 votants sur 9 752 inscrits) contre 40,72 % au niveau départemental. À l'issue de ce premier tour, deux binômes sont en ballottage : Robert Henri Louis Gay et Isabelle Morineaud (LR, 45,86 %) et Jocelyne Feraud et Sylvain Jaffre (DVC, 24,84 %).
Le second tour des élections est marqué une nouvelle fois par une abstention massive équivalente au premier tour. Les taux de participation sont de 34,3 % au niveau national, 42,59 % dans le département et 42,78 % dans le canton de Sisteron. Robert Henri Louis Gay et Isabelle Morineaud (LR) sont réélus avec 58,91 % des suffrages exprimés (2 202 voix pour 4 173 votants et 9 755 inscrits),,.

## Composition

### Composition avant 2015
Le canton de Sisteron regroupait cinq communes.
| Nom                  | Code Insee | Codepostal | Superficie (km2) | Population (dernière pop. légale) | Densité (hab./km2) |
| -------------------- | ---------- | ---------- | ---------------- | --------------------------------- | ------------------ |
| Sisteron (chef-lieu) | 04209      | 04200      | 50,25            | 7 360 (2012)                      | 146                |
| Authon               | 04016      | 04200      | 40,16            | 50 (2012)                         | 1,2                |
| Entrepierres         | 04075      | 04200      | 47,79            | 396 (2012)                        | 8,3                |
| Mison                | 04123      | 04200      | 31,72            | 1 045 (2012)                      | 33                 |
| Saint-Geniez         | 04179      | 04200      | 38,94            | 89 (2012)                         | 2,3                |

### Composition depuis 2015
Le nouveau canton de Sisteron regroupe quinze communes.
| Nom                              | Code Insee | Intercommunalité              | Superficie (km2) | Population (dernière pop. légale) | Densité (hab./km2) | Modifier                                    |
| -------------------------------- | ---------- | ----------------------------- | ---------------- | --------------------------------- | ------------------ | ------------------------------------------- |
| Sisteron (bureau centralisateur) | 04209      | CC du Sisteronais Buëch       | 50,25            | 7 776 (2022)                      | 155                | modifier les données · modifier les données |
| Authon                           | 04016      | CC du Sisteronais Buëch       | 40,16            | 59 (2022)                         | 1,5                | modifier les données · modifier les données |
| Bevons                           | 04027      | CC Jabron Lure Vançon Durance | 11,26            | 256 (2022)                        | 23                 | modifier les données · modifier les données |
| Châteauneuf-Miravail             | 04051      | CC Jabron Lure Vançon Durance | 19,70            | 75 (2022)                         | 3,8                | modifier les données · modifier les données |
| Curel                            | 04067      | CC Jabron Lure Vançon Durance | 10,45            | 59 (2022)                         | 5,6                | modifier les données · modifier les données |
| Entrepierres                     | 04075      | CC du Sisteronais Buëch       | 47,79            | 409 (2022)                        | 8,6                | modifier les données · modifier les données |
| Mison                            | 04123      | CC du Sisteronais Buëch       | 31,72            | 1 115 (2022)                      | 35                 | modifier les données · modifier les données |
| Noyers-sur-Jabron                | 04139      | CC Jabron Lure Vançon Durance | 56,58            | 527 (2022)                        | 9,3                | modifier les données · modifier les données |
| Les Omergues                     | 04140      | CC Jabron Lure Vançon Durance | 34,22            | 128 (2022)                        | 3,7                | modifier les données · modifier les données |
| Peipin                           | 04145      | CC Jabron Lure Vançon Durance | 13,15            | 1 496 (2022)                      | 114                | modifier les données · modifier les données |
| Saint-Geniez                     | 04179      | CC du Sisteronais Buëch       | 38,94            | 107 (2022)                        | 2,7                | modifier les données · modifier les données |
| Saint-Vincent-sur-Jabron         | 04199      | CC Jabron Lure Vançon Durance | 30,20            | 168 (2022)                        | 5,6                | modifier les données · modifier les données |
| Salignac                         | 04200      | CC Jabron Lure Vançon Durance | 14,42            | 679 (2022)                        | 47                 | modifier les données · modifier les données |
| Sourribes                        | 04211      | CC Jabron Lure Vançon Durance | 19,75            | 179 (2022)                        | 9,1                | modifier les données · modifier les données |
| Valbelle                         | 04229      | CC Jabron Lure Vançon Durance | 32,99            | 239 (2022)                        | 7,2                | modifier les données · modifier les données |
| Canton de Sisteron               | 0414       |                               | 451,58           | 13 272 (2022)                     | 29                 | modifier les données                        |

## Démographie

### Démographie avant 2015
| 1962  | 1968  | 1975  | 1982  | 1990  | 1999  | 2006  | 2011  | 2012  |
| ----- | ----- | ----- | ----- | ----- | ----- | ----- | ----- | ----- |
| 6 111 | 7 003 | 8 019 | 7 292 | 7 656 | 8 248 | 8 742 | 8 951 | 8 940 |

### Démographie depuis 2015
En 2022, le canton comptait 13 272 habitants, en évolution de +4,09 % par rapport à 2016 (Alpes-de-Haute-Provence : +2,84 %, France hors Mayotte : +2,11 %).
| 2013   | 2018   | 2022   |
| ------ | ------ | ------ |
| 12 660 | 12 979 | 13 272 |